# Rhodiola rosea
Rhodiola rosea (L., 1753) è una pianta succulenta appartenente alla famiglia delle Crassulacee, diffusa nella parte settentrionale dell'emisfero boreale.
L'epiteto specifico rosea si riferisce al tipico profumo di rosa emanato dal rizoma.

## Descrizione
La pianta è alta dai 20 ai 40 cm e fiorisce da giugno ad agosto.

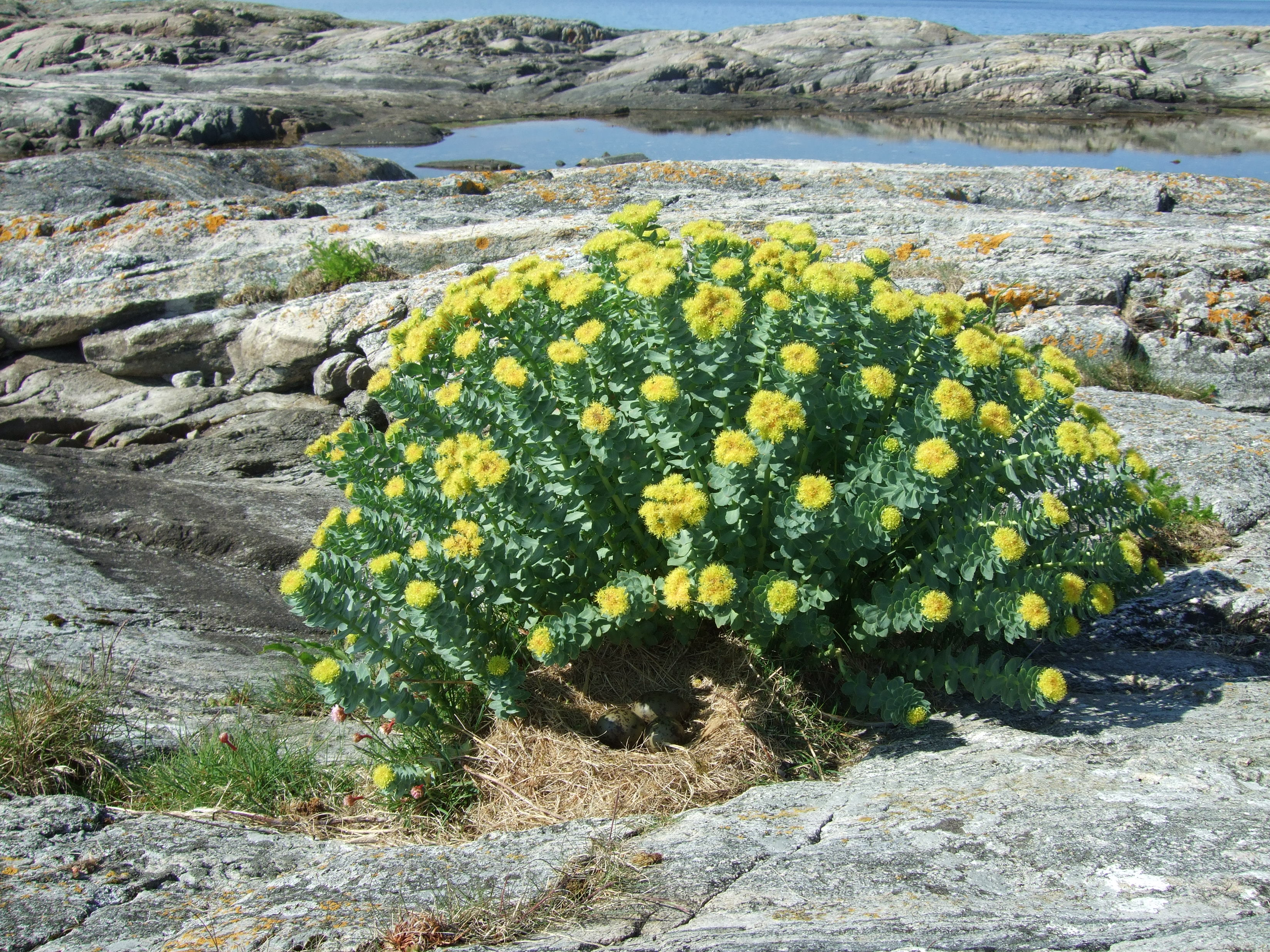
Portamento
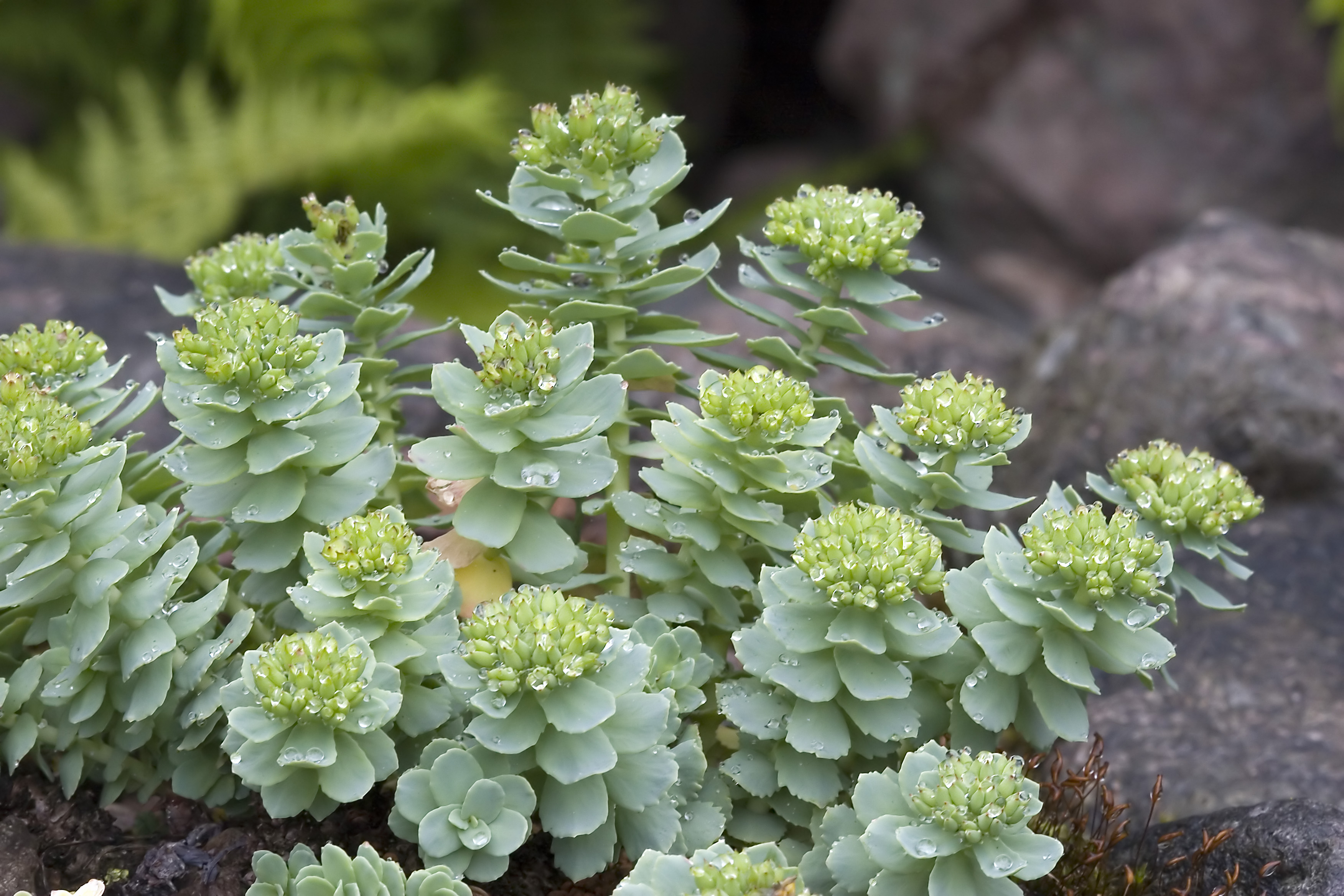
Le foglie
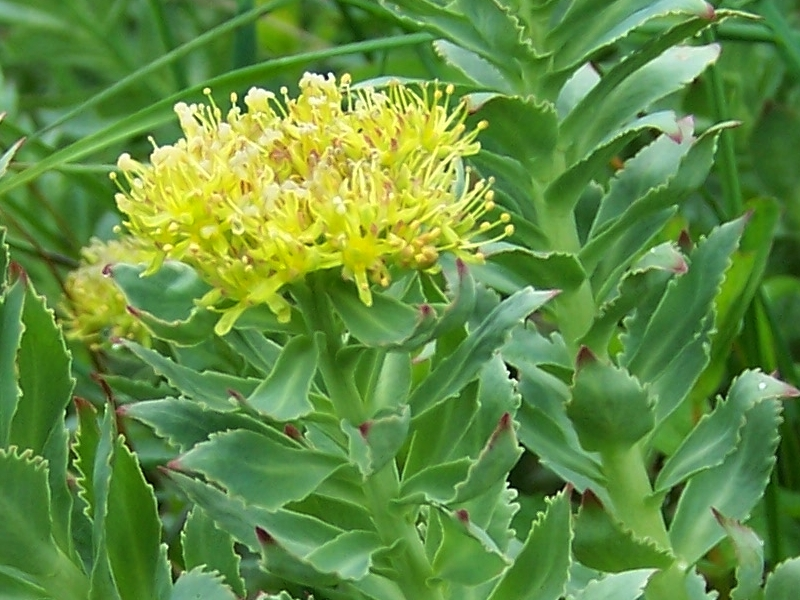
Il fiore

## Distribuzione e habitat
Cresce in alta montagna nei luoghi sassosi o nei pascoli. È comune dai 900 ai 3100 m s.l.m.
Si trova sulle Alpi francesi, nei Pirenei e nei Vosgi, su tutto l'arco alpino, dall'Italia alla Svizzera, in Germania, Svezia, Finlandia, Norvegia, Irlanda, Islanda e nord America.

## Usi
Possiede proprietà antiossidanti. È talvolta usata in fitoterapia per alleviare la fatica mentale, migliorare il tono dell'umore e aumentare la resistenza allo stress, ma le sue proprietà sono tuttora in fase di studio.

## Usi terapeutici
Il meccanismo d'azione dei costituenti di Rhodiola rosea (in particolare della rosavina che ha maggiore attività biologica) coinvolge direttamente la serotonina le cui funzioni sembrano essere legate al controllo dell'appetito, sonno, comportamento, umore, funzionalità cardiovascolare, memoria e capacità d'adattamento. L'effetto terapeutico sembra determinarsi attraverso l'inibizione dell'enzima deputato all'inattivazione della serotonina Catecol-O-metiltransferasi (COMT) e la stimolazione del trasporto del 5-idrossitriptofano (5HTP), precursore della serotonina, attraverso la barriera ematoencefalica. Il risultato finale porta ad un aumento dei livelli di serotonina nel sangue.
La concentrazione degli attivi nei prodotti fitoterapici dipende dal tipo di estratto e dal suo titolo: le diverse procedure di lavorazione portano infatti ad ottenere estratti con una diversa combinazione e concentrazione di principi attivi che quindi determinano effetti terapeutici e collaterali differenti. Per questo negli studi clinici vengono generalmente utilizzati estratti titolati e standardizzati per rendere quanto più replicabili i risultati terapeutici.
Attenendosi agli studi finora effettuati si possono attribuire alla Rhodiola rosea i seguenti benefici:
1. Miglioramento degli stati depressivi.
2. Stimolo dell'attività mentale, miglioramento della concentrazione, della lucidità e del potenziale mnemonico.
3. Miglioramento della funzionalità cardiovascolare.
4. Perdita di peso.
5. Aumento della resistenza alla fatica.
6. Miglioramento della funzionalità sessuale.